# Mariví Bilbao
Pour les articles homonymes, voir Bilbao (homonymie).
María Victoria Bilbao-Goyoaga Álvarez, mieux connue sous le nom de Mariví Bilbao (21 janvier 1930 - 3 avril 2013), est une actrice espagnole, particulièrement célèbre pour avoir incarné les personnages de Marisa Benito dans Aquí no hay quien viva et de Izaskun Sagastume dans La que se avecina.

## Biographie
Née à Bilbao en 1930, elle commence sa carrière d'actrice avec la Cultura Hispánica de Bilbao et au sein du groupe Akelarre, qu'elle a elle-même fondé. L'actrice dit ne jamais avoir joué sous son nom d'origine et avoir utilisé le surnom de Angela Valverde : « Bilbao est une petite ville. Mon père m'aurait tué si mon nom était apparu dans les journaux. » Elle incarne initialement les protagonistes dans des courts-métrages tels que La interrogación de F. Bardají et Playa insólita (1962) de Javier Aguirre, Irrintzi (1978) de Mirentxu Loyarte, et Agur Txomin (1979) de Juanma Ortuoste et Javier Rebollo.
Elle s'est marié avec le peintre Javier Urquijo.
Au matin du 3 avril 2013, à 12 h 30, l'actrice meurt de cause naturelle à l'âge de 83 ans dans sa ville d'origine Bilbao.

## Filmographie

### Longs-métrages
- Maktub (2011), de Paco Arango.
- No controles (2010), de Borja Cobeaga
- Sukalde kontuak (2009), de Aizpea Goenaga
- Trío de ases: el secreto de la Atlántida  (2008), de Joseba Vázquez
- El Calentito (2005), de Chus Gutiérrez
- El chocolate del loro (2005), de Ernesto Martín
- La mirada violeta (2004), de Nacho Pérez de la Paz et Jesús Ruiz
- Carmen (2003), de Vicente Aranda
- Torremolinos 73 (2003), de Pablo Berger
- Marujas asesinas (2001), de Javier Rebollo
- La comunidad (2000), de Álex de la Iglesia
- Aunque tú no lo sepas (2000), de Juan Vicente Córdoba
- Las huellas borradas (1999), de Enrique Gabriel
- Ione, sube al cielo (1999), de Joseba Salegui
- Pecata minuta (1999), de Ramón Barea
- Entre todas las mujeres (1998), de Juan Ortuoste
- A ciegas (1997), de Daniel Calparsoro
- Calor... y celos (1996), de Javier Rebollo
- Malena es un nombre de tango (1996), de Gerardo Herrero
- Pasajes (1996), de Daniel Calparsoro
- Salto al vacío (1995), de Daniel Calparsoro
- Sálvate si puedes (1995), de Joaquín Trincado
- No me compliques la vida (1991), de Ernesto Del Río
- El mar es azul (1989), de Juan Ortuoste
- Eskorpion (1988), de Ernesto Tellería
- Siete Calles (1981), de Juanma Ortuoste et Javier Rebollo

### Courts-métrages
- Lala (2009), de Esteban Crespo
- Atardecer (2009), de Santiago Lucas et Javier Muñoz
- Sótano (2008), de Jon Cortegoso
- Alumbramiento (2007), de Eduardo Chapero-Jackson
- Trío de ases (2006), de Joseba Vázquez
- Éramos pocos (2005), de Borja Cobeaga
- Entre nosotros (2005), de Darío Stegmayer
- Tercero B (2002), de José María Goenaga
- Terminal (2002), de Aitzol Aramaio et Juan Pérez Fajardo
- La primera vez (2001), de Borja Cobeaga
- Hyde & Jekill (2000), de Sara Mazkiarán
- Jardines deshabitados (2000), de Pablo Mal
- Amor de madre (1999), de Koldo Serra et Gorka Vázquez
- El trabajo (1999), de Igor Legarreta et Emilio Pérez
- Adiós Toby, adiós (1995), de Ramón Barea
- Lourdes de segunda mano (1995), de Chema de la Peña
- La leyenda de un hombre malo (1994), de Myriam Ballesteros
- Agur, Txomin (1981), de Javier Rebollo
- Irrintzi (1978), de Mirentxu Loxarte
- Playa insólita (1962), de Javier Aguirre
- Almuñécar (1961), de Javier Aguirre
- Amores (1959), de Javier Aguirre

### Télévision
- La que se avecina (76 épisodes, 2007-2012) : Izaskun Sagastume
- Apaga la luz (2007) : Manuela
- Aquí no hay quien viva (90 épisodes, 2003-2006) : Marisa Benito
- El show de la 3 (2005)
- Mis estimadas víctimas (2005)
- Entre dos fuegos (1998)

Courtes apparitions
- A tortas con la vida (1 épisode, 2005) : Marisa Benito
- Periodistas (2 épisodes, 2002)
- Hospital Central (2 épisodes, 2001)
- Raquel busca su sitio (1 épisode, 2000)
- Manos a la obra (2 épisodes, 1998)
- Al salir de clase (2 épisodes, 1997)